# 紐霍普鎮區 (阿肯色州伊澤德縣)
紐霍普鎮區（英語：New Hope Township）是位於美國阿肯色州伊澤德縣的一個行政鎮區。

## 地方資料
紐霍普鎮區的面積為72.84平方千米，當中陸地面積為72.81平方千米，而水域面積為0.03平方千米。根據2010年美國人口普查的數據，當地共有人口956人，而人口密度為每平方千米13.12人。